# Trichogramma oleae
Trichogramma oleae is een vliesvleugelig insect uit de familie Trichogrammatidae. De wetenschappelijke naam is voor het eerst geldig gepubliceerd in 1979 door Voegelé & Pointel.